# Office (librairie)
Pour les articles homonymes, voir Office (homonymie).
L'office est un mode d'approvisionnement des librairies en France qui concerne les nouveautés. Il s'agit d'un contrat par lequel le libraire s'engage auprès d'un fournisseur à lui commander un certain volume de livres parmi les nouveautés et qui lui permet de renvoyer les invendus, plus de trois mois et moins de douze mois après la parution.

## Histoire
Au XIXe siècle, Louis Hachette eut l'idée de proposer aux libraires la possibilité de renvoyer les invendus. Cela constituait, et constitue toujours, l'un des meilleurs arguments de vente possibles. Aujourd'hui, la production éditoriale repose en grande partie sur ce principe, auquel on reproche souvent d'être responsable de l'inflation éditoriale.

## Choix des livres
En 2024, il existe en France trois types d'office pratiqués par les diffuseurs. 

### Office « à façon »
Les diffuseurs des maisons d'éditions envoient des représentants qui proposent aux libraires les titres à paraître susceptibles de leur convenir. Ils prennent note des quantités choisies, qui constituent l'office.
Celui-ci peut aussi être travaillé par le libraire à partir de documents (argumentaires et bons de commande), car il n'est pas toujours rentable pour un diffuseur d'envoyer des représentants.

### Grille d'office
La grille d'office sert à définir un office par défaut, dans le cas où il n'a pas été possible de travailler l'office « à façon ». Elle indique la quantité souhaitée pour chaque catégorie de livres (classés par thème et par importance de tirage).

### Office à parution exceptionnelle
L'office à parution exceptionnelle consister à envoyer des ouvrages au libraire sans qu’il les ait commandés, garantissant ainsi qu'il ne manque pas un événement important. Cela concerne des titres tout juste ajoutés à un programme de parution ou ayant une actualité majeure comme la réception d'un prix. Cette pratique peut tourner à l'« office sauvage » si, par exemple, n'est pas pris en compte un refus de titre déjà signalé par le libraire.

## Retour des livres
Le retour des invendus est une exception dans la loi du commerce. Le livre est le seul produit que le détaillant peut renvoyer à son fournisseur en cas d'absence de vente. Le droit de retour est un usage commercial qui autorise un libraire à renvoyer un livre non vendu et faisant partie de l'office à son éditeur, via le distributeur.

### Conditions
En théorie et si l'on suit ce que préconise la loi, tous les livres ne peuvent pas être retournés.

#### Les ouvrages invendus pouvant bénéficier du droit de retour
Ceux-ci sont :
- l'office, sauf exceptions (livres scolaires, par exemple) précisées dans la grille d'office, qui indique la quantité voulue par le libraire pour chaque ouvrage,
- le noté (commande supplémentaire d'ouvrages faisant partie de l'office) bénéficie généralement des mêmes conditions.

#### Conditions techniques
1. Les ouvrages retournés doivent se trouver dans le même état qu'à leur arrivée à la librairie. Ils ne doivent pas être détériorés, étiquetés ou marqués.
2. Lors du retour, l'emballage des ouvrages doit être de même qualité que celui utilisé à l'aller.
3. Afin que le retour soit effectif, il doit avoir lieu avant la fin du délai de retour. Celui-ci est défini par les CGV du distributeur. Sa durée peut aller de 2 mois à 1 an.
4. Les ouvrages doivent également avoir été exposés 2 mois minimum en librairie.

## Enjeux
- L'inscription à l'office est l'un des critères qui permettent au libraire d'obtenir une meilleure remise de son fournisseur ; en France, le prix du livre est fixe, le libraire ne décide donc pas de sa marge mais essaie d'obtenir une bonne remise.
- Il arrive qu'un titre ne soit pas choisi autant que prévu ; le représentant ou son supérieur décide parfois d'expédier ce titre aux libraires dans des quantités plus importantes que convenu. Ce phénomène porte le nom d'« office sauvage ». Entrent également dans cette catégorie certains « livres-événements » pour lesquels aucune information préalable n'a été fournie.
- De la même façon, les retours faits alors qu'ils ne s'inscrivent pas dans le cadre préconisé par la loi et les CGV, sont qualifiés de « retours sauvages».